# Lisbet Jagedal
Lisbet Jagedal, född 17 juli 1964, är en svensk sångerska som deltog i Melodifestivalen 1990 med melodin Varje natt, som slutade på tredje plats. Hon har legat på Svensktoppen med Varje natt (1990), Du har det där (1993) och För varje andetag (1994)
, de två sistnämnda tillsammans med dansbandet Pools orkester.
Numera bor hon i Ytterby, Västra Götalands län, och arbetar som hårfrisörska.
Melodifestivalen 1990 samt skivorna "Varje natt" och "Himlen är nära" finns utgivna på LP, CD och kassett.

### Fotnoter
1. ↑  ”Jagedal”. Svensk mediedatabas. http://smdb.kb.se/catalog/search?q=Jagedal&sort=OLDEST. Läst 8 juli 2011.
2. ↑  ”Svensktoppen”. Sveriges Radio. 28 maj 1990. https://sverigesradio.se/diverse/appdata/isidor/files/2023/3486.txt. Läst 11 januari 2015.
3. ↑  ”Svensktoppen”. Sveriges Radio. 28 maj 1993. https://sverigesradio.se/diverse/appdata/isidor/files/2023/3489.txt. Läst 11 januari 2015.
4. ↑  ”Svensktoppen”. Sveriges Radio. 28 maj 1994. https://sverigesradio.se/diverse/appdata/isidor/files/2023/3490.txt. Läst 11 januari 2015.